# Jegor Wladimirowitsch Jakowlew
Jegor Wladimirowitsch Jakowlew  (russisch Егор Владимирович Яковлев; * 14. März 1930 in Moskau; † 18. September 2005 ebenda) war ein russischer Journalist und Schriftsteller. Er war maßgeblicher Vorreiter der Perestroika.

## Leben
Jegor Jakowlew war zunächst Historiker und begann seine journalistische Karriere als Redakteur bei verschiedenen sowjetischen Fach- und Regionalzeitungen. Anfang der 1980er-Jahre arbeitete er bei der Zeitung „Prawda“ der Kommunistischen Partei und bei der Regierungszeitung „Iswestija“. 1986 wurde er Chefredakteur der Moskauer Wochenzeitung „Moskowskije Nowosti“ einschließlich der internationalen Ausgaben (u. a. Moskau News, Moscow News). Der damalige sowjetische Parteichef Michail Gorbatschow nutzte die Moskowskije Nowosti im Sinne der neuen Pressefreiheit dazu, seine Perestroika-Politik zu verbreiten und zu erklären. Dazu wurde er maßgeblich von Jakowlew unterstützt. Zudem wurde er von Gorbatschow zum Vorsitzenden der Staatlichen Allunionsgesellschaft für Fernsehen und Rundfunk ernannt.
Im Jahr 1990 wurde Jakowlew in Mailand als „Journalist Europas“ ausgezeichnet. Unter dem Präsidenten Boris Jelzin war er eine kurze Zeit lang mit der Führung des Fernsehens betraut. Der Journalist kritisierte ohne Unterlass die Beschränkungen der Pressefreiheit und hielt hier mit seiner Meinung bis zum Tod durch Lungen- und Herzversagen nicht hinter dem Berg. Er wurde auf dem Nowodewitschi-Friedhof in Moskau beerdigt.
Jakowlew machte sich auch als Buchautor einen Namen und verfasste mehrere Werke über den russischen Revolutionsführer Lenin.

## Zitate
- „Es ist das Ende einer Legende, das Ende eines Mannes, ohne den der russische Journalismus anders wäre.“ (Igor Jakowenko, Generalsekretär der Journalisten-Union, am 19. September 2005)